# シンガポール証券取引所 (1973年)
旧シンガポール証券取引所（Stock Exchange of Singapore：SES）はシンガポールにあった証券取引所。1973年にマレーシアとシンガポールの通貨の固定レートが終了したのを機にマレーシア・シンガポール証券取引所（SEMS）をクアラルンプール証券取引所（KLSEB）とシンガポール証券取引所に分割した。
1999年12月1日にシンガポール国際金融取引所と統合し、新しいシンガポール証券取引所（Singapore Exchange）が設立した。